# Wake Up the Wicked
Wake Up the Wicked è il decimo album in studio del gruppo musicale tedesco Powerwolf, pubblicato il 26 luglio 2024 da Napalm Records.

## Tracce
Testi e musiche di Matthew Greywolf.

1. Bless 'Em with the Blade – 2:47
2. Sinners of the Seven Seas – 3:00
3. Kyrie Klitorem – 3:03
4. Heretic Hunters – 3:27
5. 1589 – 4:04
6. Viva Vulgata – 3:08
7. Wake Up the Wicked – 3:39
8. Joan of Arc – 3:20
9. Thunderpriest – 3:21
10. We Don't Wanna Be No Saints – 3:15
11. Vargamor – 3:57

## Formazione
- Attila Dorn – voce
- Charles Greywolf – basso, chitarra
- Matthew Greywolf – chitarra, voce registrata
- Falk Maria Schlegel – tastiera
- Roel van Helden – batteria